# Inspection de l'environnement
En France, l'inspection de l'environnement n'est pas un corps. Elle est composée d'un ensemble de corps de l’État avec des disparités, pourtant exerçant les mêmes missions de contrôle chargé de veiller à la bonne application du droit de l'environnement. Elle a été réorganisée par le biais de l'ordonnance no 2012-34 du 11 janvier 2012 portant simplification, réforme et harmonisation des dispositions de police administrative et de police judiciaire du Code de l'Environnement. Cette ordonnance a unifié 27 polices spéciales du Code de l'Environnement en s'appuyant notamment sur des mécanismes répressifs préexistant déjà éprouvés.
Elle crée deux sous-catégories d'inspecteurs de l'environnement, dont les champs de compétence sont définies par l'article L. 172-1 du Code de l'Environnement :
- Les inspecteurs de l'environnement, spécialité « eau et nature ».
- Les inspecteurs de l'environnement, spécialité « installations classées ».

Les inspecteurs de l'environnement sont des ingénieurs, des techniciens et des agents techniques appartenant aux services déconcentrés de l’État français (direction régionale de l'environnement, de l'aménagement et du logement (DREAL), direction départementale des territoires (et de la mer) (DDT(M)) et direction départementale (de la cohésion sociale et) de la protection des populations (DD(CS)PP)) ainsi qu'à ses établissement publics (Office français de la biodiversité (OFB), parc national),.

## Inspection de l'environnement spécialité installations classées

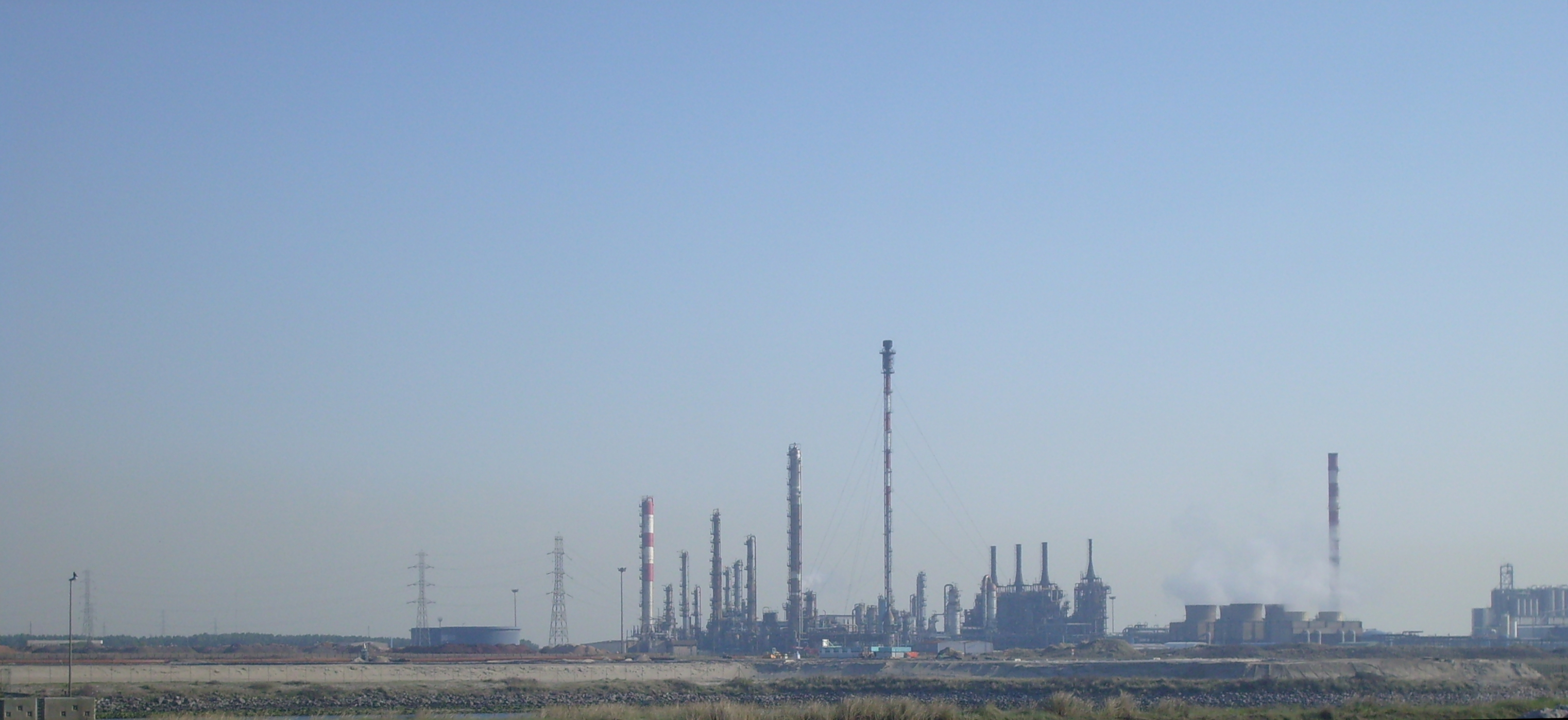
Site classé SEVESO 2, Dunkerque.

## Inspection de l'environnement spécialité«installations classées»

### Présentation
L'inspection de l'environnement, spécialité « installations classées », était historiquement dénommée « inspection des installations classées ». Cette appellation, moins « lourde », est toujours couramment utilisée.

#### Missions

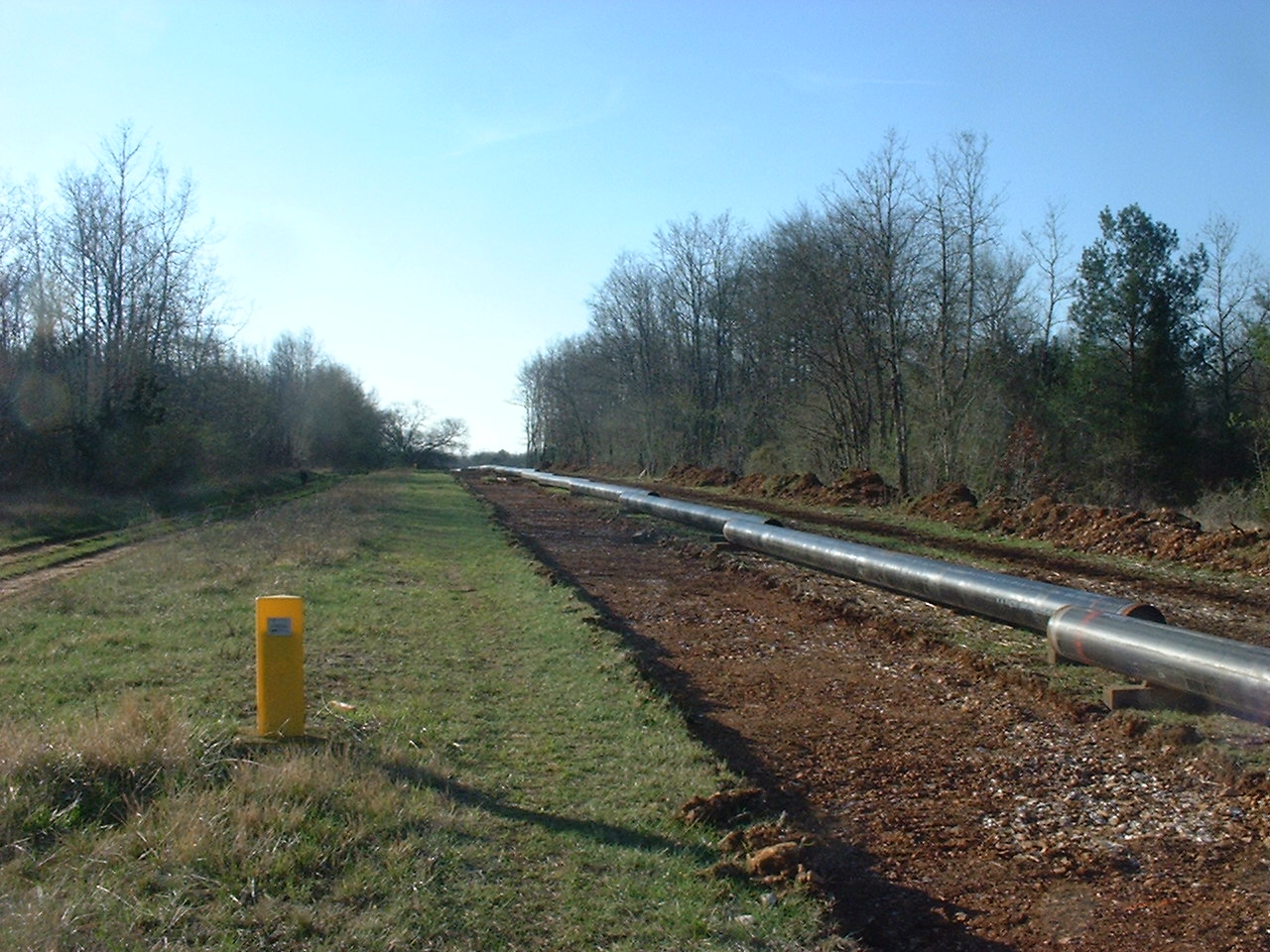
Gazoduc en chantier à Chazelles (Charente, France).

Sous tutelle de la direction générale de la prévention des risques (DGPR), l’inspection des installations classées est basée au sein des DREAL et des DD(ETS)PP. Elle exerce des missions de police environnementale auprès des établissements industriels et agricoles. Ces missions visent à prévenir et à réduire les dangers et les nuisances liés aux installations afin de protéger les personnes, l’environnement et la santé publique. Elles sont organisées autour de trois grands axes :
- L’encadrement réglementaire : instruction des dossiers de demande d'autorisation des exploitants, proposition de prescriptions encadrant le fonctionnement des installations, etc.
- La surveillance des installations classées : visites d’inspection, examen des rapports remis par des organismes vérificateurs externes, analyse des procédures de fonctionnement et d’études remises par l’exploitant, etc.
- L’information auprès des exploitants et du public.

Plus précisément, l'inspection des installations classées a la charge :
- du contrôle des installations classées stricto sensu ;
- du contrôle des déchets ;
- du contrôle des gazoducs et autres canalisations de transport de gaz, d'hydrocarbures et de produits chimiques ;
- du contrôle des ouvrages d'infrastructure de stationnement, chargement ou déchargement de matières dangereuses ;
- des polices du livre V du Code de l'Environnement (hors installations nucléaires de base, publicité et risques naturels).

Les missions de police environnementale réalisées par l'inspection des installations classées sont de deux natures profondément différentes :
- police administrative, pour le compte des préfets ;
- police judiciaire, pour le compte des Procureurs de la République.

#### Moyens
Au 31 décembre 2014, l’inspection des installations classées disposait de 1 246 équivalents temps plein pour réaliser ses missions (soit 1 555 inspecteurs).
Les articles L. 171-1 et L. 172-5 du Code de l'Environnement, précisent les règles d'accès aux locaux par les inspecteurs de l'environnement. Une différence notable est établie entre les domiciles ou la partie des locaux à usage d'habitation et les autres locaux d'une installation classée. En effet, l'accès aux domiciles ou à la partie des locaux à usage d'habitation est restreint : cet accès ne peut avoir lieu qu'avec l'accord et la présence de l'habitant des locaux tandis que l'accès aux autres locaux est possible sans restriction opposable dès lors qu'un activité installation classée est en cours.
En fonction de ses constats, l'inspection des installations classées peut proposer des suites administratives et/ou des suites pénales.

#### Charte de l'inspection
Les quatre valeurs fondamentales de l'inspection des installations classées sont la compétence, l'impartialité, l'équité et la transparence,.

#### Programme stratégique
Le programme stratégique de l'inspection est une « véritable feuille de route » commune à tous les services de l'inspection des installations classées sur l'ensemble du territoire national.

##### Programme stratégique actuel
Les quatre grands axes du programme stratégique 2014-2017 sont :
- Mettre en œuvre une approche proportionnée aux enjeux.
- Confirmer le rôle intégrateur de l'inspection des installations classées et de sa présence sur le terrain.
- Simplifier administrativement les procédures et stabiliser le cadre réglementaire.
- Optimiser la présence sur le terrain.

##### Programmes stratégiques antérieurs
Les quatre grands axes du programme stratégique 2008-2012 étaient, :
- Permettre une meilleure prise en compte des enjeux de santé liés à l’environnement (nouveau Plan National Santé-Environnement), quand ils concernent l’inspection des installations classées : sols pollués, produits chimiques, pollution atmosphérique, réduction des rejets toxiques, surveillance environnementale.
- Renforcer les contrôles, en qualité et en quantité, à la fois dans une optique de meilleure application des réglementations pour mieux protéger la santé, la sécurité des personnes et l’environnement et pour garantir une équité des conditions de concurrence entre les entreprises.
- Augmenter l’implication de l'inspection dans la lutte contre le changement climatique.
- Renforcer l’information et l'association des parties prenantes, notamment du public, à la prise de décision.

Les quatre grands axes du programme stratégique 2004-2007 étaient, :
- Accroître la transparence de l’action de l’inspection envers les tiers.
- Renforcer la cohérence des décisions prises sur l’ensemble du territoire.
- Constituer un cadre clair pour l’exercice à moyen terme du métier des inspecteurs et réaffirmer la responsabilité collective de l’inspection.
- Adapter les conditions d’exercice des missions de l’inspection aux moyens alloués, notamment au travers d’une démarche de priorités.

#### Bilan d'activité
|                                             | 2015   | 2014   | 2013   | 2012   | 2011   | 2010   | 2009   | 2008   | 2007   | 2006   |
| ------------------------------------------- | ------ | ------ | ------ | ------ | ------ | ------ | ------ | ------ | ------ | ------ |
| Nombre d'inspecteurs                        | 1 569  | 1 555  | 1 555  | 1 555  | 1 553  | 1 501  | 1 433  | 1 472  | 1 469  | 1 534  |
| Arrêtés d'autorisation pris                 | 767    | 951    | 1 133  | 1 172  | 1 365  | 1 699  | 1 814  | 2 454  | 2 659  | 2 734  |
| Arrêtés complémentaires pris                | 2 826  | 4 348  | 3 761  | 4 305  | 6 140  | 5 038  | 4 169  | 3 906  | 3 545  | 3 975  |
| Arrêtés d'enregistrement pris               | 377    | 326    | 203    | 146    | 67     |        |        |        |        |        |
| Arrêtés de mesures d'urgence pris           | 40     | 39     | 64     | 39     | 57     | 110    | 109    | 113    | 134    | 240    |
| Études de dangers SEVESO instruites         | 90     | 123    | 164    | 123    | 179    | 192    | 196    | 145    | 131    | 240    |
| Visites d'inspection                        | 20 118 | 19 750 | 23 123 | 24 076 | 24 302 | 24 507 | 25 614 | 26 524 | 28 474 | 30 040 |
| Contrôles inopinés des rejets               | 3 055  | 3 228  | 3 456  | 3 144  | 3 299  | 3 447  | 3 822  | 3 944  | 3 835  | 3 446  |
| Arrêtés de mise en demeure pris             | 2 187  | 2 277  | 2 534  | 2 662  | 2 983  | 3 018  | 2 872  | 3 250  | 3 490  | 3 446  |
| Arrêtés de consignation de somme pris       | 152    | 126    | 145    | 189    | 216    | 217    | 188    | 237    | 237    | 205    |
| Arrêtés d'amende administrative pris        | 21     | 16     |        |        |        |        |        |        |        |        |
| Arrêtés d'astreinte administrative pris     | 40     | 18     |        |        |        |        |        |        |        |        |
| Arrêtés de travaux d'office pris            | 11     | 10     | 35     | 21     | 41     | 49     | 31     | 38     | 45     | 23     |
| Arrêtés de suspension d'activité pris       | 64     | 56     | 77     | 56     | 100    | 99     | 96     | 108    | 96     | 90     |
| Arrêtés de suppression ou de fermeture pris | 34     | 23     | 10     | 21     | 24     | 33     | 29     | 33     | 41     | 38     |
| Apposition de scellés                       | 3      | 2      | 3      | 8      | 5      | 2      | 5      | 8      | 0      | 4      |
| Procès-verbaux (PV) dressés                 | 749    | 697    | 902    | 1 045  | 1 203  | 1 251  | 1 396  | 1 410  | 1 557  | 1 575  |
| dont PV constatant des délits               | 493    | 428    | 596    | 575    | 657    | 676    | 716    | 748    | 771    | 684    |
| Commissions de Suivi de Sites (CSS)         | 1 498  | 1 461  | 1 288  | 1 223  | 1 141  | 1 133  | 1 106  | 1 072  | 1 007  | 920    |

### Sanctions administratives

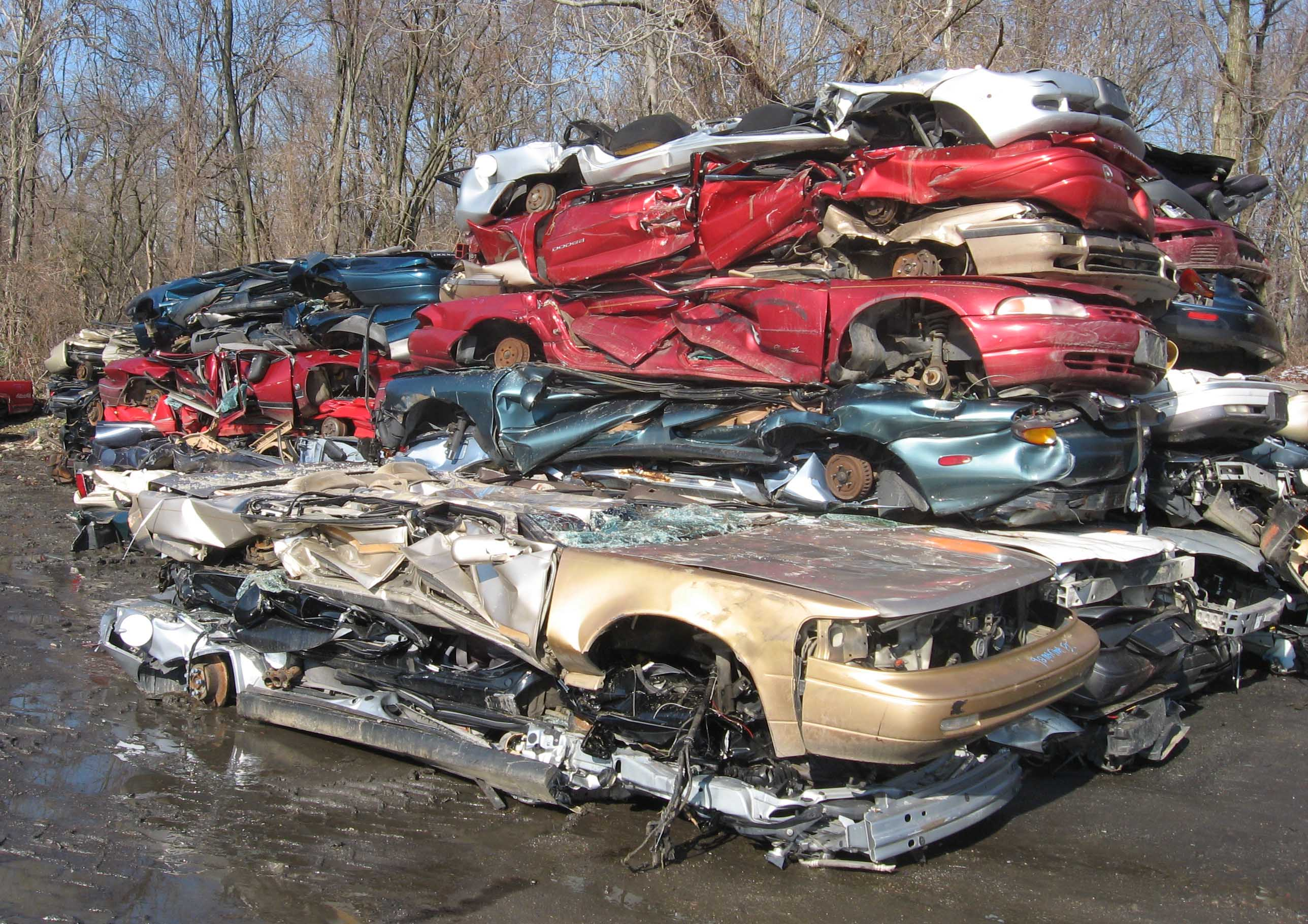
Une casse automobile, installation classée.

Toute sanction administrative doit avoir été précédée d'une mise en demeure de l'exploitant lui imposant de se mettre en conformité avec la réglementation dans un délai imparti. L'absence de mise en demeure entache la procédure de sanction administrative de nullité.
Les articles L. 171-7 et L. 171-8 du Code de l'Environnement détaillent les sanctions administratives que peut proposer l'inspection des installations classées au préfets :
- La procédure de consignation consiste à obliger l'exploitant à consigner entre les mains d'un comptable public une somme correspondant au montant des travaux ou opérations à réaliser en vue de se mettre en conformité. La somme consignée peut ensuite être restituée au fur et à mesure de l'exécution des travaux ou opérations imposés.
- Les mesures de travaux d'office consistent à faire procéder d'office, en lieu et place de l'exploitant et à ses frais, à l'exécution des mesures qui lui ont été prescrites. Les sommes qui ont été consignées sont utilisées pour régler les dépenses ainsi engagées.
- La suspension administrative consiste à suspendre le fonctionnement des installations et ouvrages, la réalisation des travaux et des opérations ou l'exercice des activités jusqu'à l'exécution complète des mesures imposées. A noter que l'article L. 171-9 du Code de l'Environnement impose que l'exploitant assure à son personnel, pendant la durée de la suspension, le paiement des salaires, indemnités et rémunérations[26].
- L'amende administrative, introduite par l'ordonnance no 2012-34 du 11 janvier 2012[1], consiste à faire payer une amende au plus égale à 15 000 € à l'exploitant en vue de le sanctionner pour ne pas s'être mis en conformité.
- L'astreinte administrative, introduite par l'ordonnance no 2012-34 du 11 janvier 2012[1], consiste à faire payer une astreinte journalière au plus égale à 1 500 € à l'exploitant jusqu'à la réalisation des mesures imposées.
- La suppression ou la fermeture administrative consiste à imposer la suppression (c'est-à-dire la disparition de l'installation et la remise en état du site) ou la fermeture (qui n'entraîne pas la disparition des éléments matériels de l'installation, mais seulement leur non utilisation accompagné d'un arrêt total de l'installation) d'une ou plusieurs installations classées. A noter que la suppression ou la fermeture ne peut intervenir que lorsqu'il y a exploitation sans l'autorisation, l'enregistrement ou la déclaration nécessaire et que l'exploitant n'a pas satisfait à la mise en demeure de régulariser son installation.

Les mises en demeure et sanctions administratives sont prises sous forme d'arrêtés préfectoraux signés par le préfets du département concerné.

### Sanctions pénales
Les articles R. 514-4 et R. 514-5 du Code de l'Environnement listent les infractions pouvant être constatées par l'inspection des installations classées et punissables de contraventions de 5e classe.
Les articles L. 173-1 et suivants du Code de l'Environnement listent les délits pouvant être constatés par l'inspection des installations classées.
L'article L. 172-7 du Code de l'Environnement permet à l'inspection des installations classées, d'établir l'identité de la personne à l'encontre de laquelle elle entend dresser procès-verbal.
Les procès-verbaux sont transmis au Procureur de la République.

### Formations
La note du 24 décembre 2014 de la DGPR détaille le cursus de formation professionnelle de l'inspection des installations classées.

#### Formation«prise de poste»
L'objectif de cette formation est de permettre à l'autorité administrative qui commissionne un inspecteur de l'environnement, spécialité « installations classées », de vérifier que celui-ci dispose des compétences techniques et juridiques nécessaires ainsi qu'il ait suivi une formation de droit pénal et de procédure pénale, ceci afin de respecter l'article R. 172-2 du Code de l'Environnement.
Cette formation se déroule sur une période de 6 à 8 mois sous la responsabilité d'un tuteur. Au minimum, elle comporte les formations suivantes :
- une semaine « métier »,
- une semaine « technique ».

Par ailleurs, l'agent doit réaliser un certain nombre d'actions minimales durant cette période (visites d'inspection, instructions de dossiers, etc.).
Cette formation « prise de poste » permet l'habilitation de l'agent par son service d'accueil, puis son commissionnement en tant qu'inspecteur de l'environnement, spécialité « installations classées », par voie d'arrêté ministériel. L'agent doit encore prêter serment devant le Tribunal de Grande Instance de son lieu de résidence administrative pour que sa carte d'inspecteur de l'environnement lui soit délivrée par la DGPR.

#### Formation«approfondie»
La formation « approfondie » donne à l'agent une connaissance complémentaire sur les nombreux thèmes (techniques, juridiques, gestion/management, etc.) auxquels il est confronté au cours de sa vie d'inspecteur.
Cette formation contient des modules de 3 jours en moyenne qui doivent être suivis autant que possible dans les 3 ans suivant la prise de poste, progressivement et en fonction du profil du poste occupé, des priorités, voire des urgences.

#### Formation«spécialisée»
Cette formation a pour but de répondre aux besoins d'agents spécialisés sur un thème précis. Elle s'effectue en parallèle de la formation « approfondie » ou après.

#### Formation«continue»
Après les formations de début de carrière mentionnées ci-dessus, la formation « continue » doit permettre aux inspecteurs de l'environnement, spécialité « installations classées », de traiter les nouveaux sujets, les nouvelles priorités, les nouvelles réglementations, le maintien ou la remise à niveau.

## Effectifs
Un rapport du Sénat publié fin 2018 souligne que « les effectifs de plusieurs services départementaux de l’ONCFS et de l’AFB, dont l’activité de police est souvent une des missions principales, sont inférieurs au plancher ».